# テオドロ・オビアン・ンゲマ
テオドロ・オビアン・ンゲマ・ムバソゴ（スペイン語: Teodoro Obiang Nguema Mbasogo, 1942年6月5日 - ）は、赤道ギニアの政治家。現在、同国大統領（第2代）。赤道ギニア民主党の指導者。名前のカタカナ表記は、ンゲマはヌゲマ、ムバソゴはンバソゴとも表記する。アフリカ連合総会議長（第9代）などを歴任した。
強権的な政治手法から各国メディアはンゲマを独裁者と報じている。

## 経歴

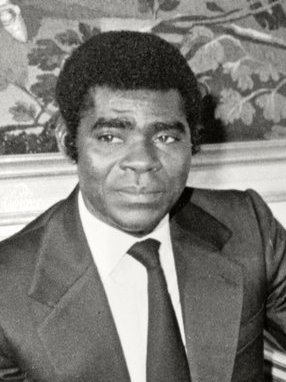
1982年のンゲマ

スペインの士官学校で学び、母国で大佐になった。1979年8月、叔父であるフランシスコ・マシアス・ンゲマの独裁政権をクーデターで倒し、軍事政権を打ち立て、自らその議長として国家元首（革命軍事評議会議長、のちに最高軍事評議会議長）に就任した（1982年10月には大統領就任）。政権奪取後は事実上の独裁体制をしき、1982年に民政移管などを定めた新憲法を採択させたが、クーデター未遂がたびたび発生した。
1987年に自らの一党独裁の政権党として赤道ギニア民主党（以下PDGE）結成。民主化を要求するスペイン、フランス、アメリカ合衆国の圧力を受け1991年11月、複数政党制を認めた新憲法が国民投票で承認されたが、大統領の免責規定などに野党勢力は反発して1993年の総選挙は野党の大半がボイコットする中、PDGEが大勝。1996年2月の大統領選も野党はボイコットし、ンゲマが得票率99%で4選、2002年12月で5選、2009年11月は得票率95.37%で6選した。2011年1月にはアフリカ連合総会議長に就任、1年間の任期を務めた。
2016年の大統領選挙は11月に行われる予定であったが、何の説明もないまま4月24日に投票が繰り上げられた。暫定結果では得票率93.7％で、事前の予測どおりの圧勝であった。2016年時点でアフリカ最長の政権となっており、君主を除けば世界最長の政権を率いる人物である。
2021年2月15日、中国のシノファームCOVID-19ワクチン（BBIBP-CorV）を接種し、「中国は赤道ギニアにとって最高の友人であるだけでなく、アフリカにとって最高の友人だ」と述べた。
2022年9月19日、赤道ギニアの国営テレビは、ンゲマ大統領が死刑制度を「完全に廃止する」法案に署名したと報じた。国際人権団体アムネスティ・インターナショナルによると、赤道ギニアで最後に死刑が執行されたのは2014年。国際連合や非政府組織（NGO）などはンゲマ政権下で強制失踪、恣意的な拘束、拷問が行われていると批判している。同年11月20日の大統領選挙で得票率95%で8選し、世界最長の現役首脳となった。

## 人物と家族
ンゲマは、しばしば人食いや麻薬中毒者として批判されてきた。また、石油生産から巨額の賄賂を受け取っているとされると同時に、国内でも汚職が深刻である。
息子であり、2016年以降第一副大統領を務めるテオドロ・ンゲマ・オビアン・マンゲ（英語版）（マングエ、マング、マヌゲとも）は、その贅沢なライフスタイルで非難されており、米国資産7000万ドルを所有し、2019年にはスイスの検察からの公金横領・汚職事件の捜査打ち切りと引き換えに所持するスーパーカー25台が差し押さえられ競売にかけられて大きな話題となった。